# Décembre 1868

## Événements
- 2 décembre : massacre de 5 personnes par l'armée à Saint-Denis de La Réunion. Émeute et état de siège à pendant six mois.

- 3 décembre : début du ministère libéral de William Gladstone, Premier ministre du Royaume-Uni (fin en 1874).

- 6 décembre : loi des nationalités en Hongrie. Elle prévoit et garantit le libre usage de la langue roumaine mais affirme que dans le royaume il n’y a qu’une seule « nation » hongroise.

- 10 décembre : installation du tout premier feu de circulation routière, à Londres.

- 25 décembre, Japon : fondation de la République indépendante d'Ezo par les partisans du shogun.

## Naissances
- 2 décembre : Francis Jammes, poète français († 1938).
- 11 décembre : William Arthur Parks, géologue.
- 24 décembre : Emanuel Lasker, champion du monde d'échecs

## Décès
- 4 décembre : Cúchares (Francisco Arjona Herrera), matador espagnol (° 20 mai 1818).
- 13 décembre : Carl Friedrich Philipp von Martius, botaniste et explorateur allemand (° 1794).
- 24 décembre : Adolphe d'Archiac, géologue et paléontologue français (° 1802).